# Plandište
Plandište (Servisch: Пландиште, Hongaars: Zichyfalva) is een gemeente in het Servische district Zuid-Banaat.
Plandište telt 13.377 inwoners (2002). De oppervlakte bedraagt 383 km², de bevolkingsdichtheid is 34,9 inwoners per km².
De gemeente omvat naast de hoofdplaats Plandište de plaatsen Banatski Sokolac, Barice, Velika Greda, Veliki Gaj, Dužine, Jermenovci, Kupinik, Laudonovac, Margita, Markovićevo, Miletićevo, Stari Lec en Hajdučica.